# Gunnar Nyberg
Gunnar "Röjarn" Nyberg, egentligen Karl Erik Gunnar Nyberg, född 1 april 1929 i Gällivare församling, död 12 september 2007 i Nacka församling, var en svensk jazzmusiker (trummor och komposition).

## Biografi
Nyberg började spela trummor i tidig ålder. Han var autodidakt. Som mycket ung hade han hört Louis Armstrongs "West End Blues" som väckte hans intresse för jazz. Under skolåren arbetade han som springsjas i en bokhandel som även sålde skivor, där han hittade ytterligare inspiration. Som trettonåring hade han sitt första jobb i Gällivare Folkets Park hos tonsättaren Bo Nilssons far, som spelade dragspel. Sedan uppträdde han med Kalle Bertlins Orkester, som också spelade i Folkets park. Vid 15 års ålder flyttade Nyberg till släktingar i Stockholm där han arbetade som springsjas och spelade med ett lokalt amatörband. När Arthur Österwall hörde orkestern anlitade han honom 1947. Sommaren 1948 spelade han med Sam Samson. Året därpå spelade han för trombonisten Sven Hedberg, som dirigerade en orkester på Skansen.
Hos Samson blev Nyberg vän med Gösta Theselius. Med Theselius grupp, där även Stig Söderqvist och Leppe Sundevall ingick, gjorde han de första inspelningarna inspirerade av Miles Davis 1949. Åren 1950–51 tillhörde han Thore Jederbys sextett, från 1952 med Simon Brehms band, där han även ackompanjerade Teddy Wilson och arbetade sedan med sångerskor som Sonya Hedenbratt och Lill-Babs. År 1954 ingick han med Rune Öfwerman, Lars Pettersson och vibrafonisten Sven Idar i den danske klarinettisten Poul Hindbergs kvintett, som gjorde hyllade inspelningar.
Före sommaren 1955 flyttade Nyberg till Carl-Henrik Norin som han också samarbetade med vid inspelningar för att sommaren 1957 gå med i en grupp ledd av George Vernon och Jojjen Björklund. Hösten 1957 grundade han sitt eget band och arbetade i olika uppsättningar med Stig Söderqvist, Jan Allan, Claes-Göran Fagerstedt, Lasse Bagge, Carl-Erik "Cool-Erik" Lindgren och Torbjörn Hultcrantz.
År 1961 lämnade Nyberg turnébranschen och arbetade därefter som inköpare för Sveriges Televisions ateljé fram till sin pensionering men fortsatte att uppträda i olika sammanhang på jazzscenen. Han kan också höras på inspelningar av Rolf Ericson, Ernie Englund, Simon Brehm, Hubbes trio, G.L. Unit, Nisse Sandström och Melvyn Price.